# Coupe du monde féminine de futsal 2025
La Coupe du monde féminine de futsal 2025 est la première édition de la Coupe du monde féminine de futsal, le championnat international quadriennal de futsal disputé par les équipes nationales féminines des associations membres de la Fédération internationale de football association (FIFA). Le tournoi a lieu aux Philippines du 27 novembre au 7 décembre 2025. 

## Qualifications
Un total de 16 équipes se qualifient pour le tournoi final. En plus des Phillipines qui se qualifient automatiquement en tant qu'hôte, 15 autres équipes se qualifient à partir de six compétitions continentales distinctes.
|  | Confédération                                   | Compétition                                              | Équipe           |
|  | ----------------------------------------------- | -------------------------------------------------------- | ---------------- |
|  | AFC Asie                                        | Pays organisateur                                        | Philippines      |
|  | AFC Asie                                        | Championnat d'Asie de futsal 2024 (en)                   | Thaïlande        |
|  | AFC Asie                                        | Championnat d'Asie de futsal 2024 (en)                   | Japon            |
|  | AFC Asie                                        | Championnat d'Asie de futsal 2024 (en)                   | Iran             |
|  | CAF Afrique                                     | Coupe d'Afrique des nations féminine de futsal 2025      | Maroc            |
|  | CAF Afrique                                     | Coupe d'Afrique des nations féminine de futsal 2025      | Tanzanie         |
|  | CONCACAF Amérique du Nord, centrale et Caraïbes | Championnat féminin de futsal de la CONCACAF 2025 (en)   | Canada           |
|  | CONCACAF Amérique du Nord, centrale et Caraïbes | Championnat féminin de futsal de la CONCACAF 2025 (en)   | Panama           |
|  | CONMEBOL Amérique du Sud                        | Copa América féminine de futsal 2025 (en)                | Argentine        |
|  | CONMEBOL Amérique du Sud                        | Copa América féminine de futsal 2025 (en)                | Brésil           |
|  | CONMEBOL Amérique du Sud                        | Copa América féminine de futsal 2025 (en)                | Colombie         |
|  | OFC Océanie                                     | Coupe d'Océanie des nations féminine de futsal 2024 (en) | Nouvelle-Zélande |
|  | UEFA Europe                                     | Qualifications de la zone Europe 2025 (en)               | Espagne          |
|  | UEFA Europe                                     | Qualifications de la zone Europe 2025 (en)               | Italie           |
|  | UEFA Europe                                     | Qualifications de la zone Europe 2025 (en)               | Pologne          |
|  | UEFA Europe                                     | Qualifications de la zone Europe 2025 (en)               | Portugal         |